# Ашшур-реш-іші I
Ашшур-реш-іші I — цар Ассирії у другій половині XII століття до н. е.

## Правління
За часів його правління у Вавилонії відбулась зміна влади: на престол зійшов могутній та енергійний правитель Навуходоносор I. Однак Ашшур-реш-іші I не лише зумів відбити навалу вавилонян, але й завдав їм істотної поразки.